# ژاک فورستیه
ژاک فورستیه (فرانسوی: Jacques Forestier‎; ۲۷ ژوئیهٔ ۱۸۹۰ – ۱۷ مارس ۱۹۷۸) بازیکن راگبی ۱۵ نفره اهل فرانسه بود.